# 55. Międzynarodowy Festiwal Filmowy w Cannes
55. Międzynarodowy Festiwal Filmowy w Cannes odbył się w dniach 15–26 maja 2002 roku. Imprezę otworzył pokaz amerykańskiego filmu Koniec z Hollywood w reżyserii Woody’ego Allena. W konkursie głównym zaprezentowane zostały 22 filmy pochodzące z 15 różnych krajów.
Jury pod przewodnictwem amerykańskiego reżysera Davida Lyncha przyznało nagrodę główną festiwalu, Złotą Palmę, polskiemu filmowi Pianista w reżyserii Romana Polańskiego. Drugą nagrodę w konkursie głównym, Grand Prix, przyznano fińskiemu obrazowi Człowiek bez przeszłości w reżyserii Akiego Kaurismäkiego.
Galę otwarcia i zamknięcia festiwalu prowadziła francuska aktorka Virginie Ledoyen.

## Członkowie jury

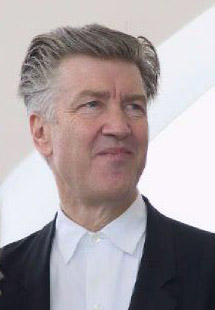
Przewodniczący jury konkursu głównego David Lynch.

### Konkurs główny
- David Lynch, amerykański reżyser – przewodniczący jury[5]
- Bille August, duński reżyser
- Christine Hakim, indonezyjska aktorka
- Claude Miller, francuski reżyser
- Raúl Ruiz, chilijski reżyser
- Walter Salles, brazylijski reżyser
- Sharon Stone, amerykańska aktorka
- Régis Wargnier, francuski reżyser
- Michelle Yeoh, malezyjska aktorka

### Sekcja „Un Certain Regard”
- Anne Fontaine, luksemburska reżyserka – przewodnicząca jury
- Fabienne Bradfer, francuski krytyk filmowy
- Jean-Sébastien Chauvin, francuski krytyk filmowy
- Louis Guichard, francuski krytyk filmowy
- Fabrice Pliskin, francuski dziennikarz
- David Tran, francuski krytyk filmowy
- Pierre Vavasseur, francuski krytyk filmowy

### Cinéfondation i filmy krótkometrażowe
- Martin Scorsese, amerykański reżyser – przewodniczący jury
- Judith Godrèche, francuska aktorka
- Abbas Kiarostami, irański reżyser
- Jan Schütte, niemiecki reżyser
- Tilda Swinton, brytyjska aktorka

### Złota Kamera – debiuty reżyserskie
- Geraldine Chaplin, amerykańska aktorka – przewodnicząca jury
- Bahman Ghobadi, irański reżyser
- Romain Goupil, francuski reżyser
- Marthe Keller, szwajcarska aktorka
- Murali Nair, indyjski reżyser

## Selekcja oficjalna

### Otwarcie i zamknięcie festiwalu
|             | Tytuł              | Reżyseria      | Kraj produkcji    |
| ----------- | ------------------ | -------------- | ----------------- |
| Otwierający | Koniec z Hollywood | Woody Allen    | Stany Zjednoczone |
| Zamykający  | Piano Bar          | Claude Lelouch | Francja           |

### Konkurs główny
Następujące filmy zostały wyselekcjonowane do udziału w konkursie głównym o Złotą Palmę:
| Tytuł polski                | Tytuł oryginalny                             | Reżyseria                  | Kraj produkcji    |
| --------------------------- | -------------------------------------------- | -------------------------- | ----------------- |
| 24 Hour Party People        | 24 Hour Party People                         | Michael Winterbottom       | Wielka Brytania   |
| Schmidt                     | About Schmidt                                | Alexander Payne            | Stany Zjednoczone |
| Przeciwnik                  | L’adversaire                                 | Nicole Garcia              | Francja           |
| Wszystko albo nic           | All or Nothing                               | Mike Leigh                 | Wielka Brytania   |
| Zabawy z bronią             | Bowling for Columbine                        | Michael Moore              | Stany Zjednoczone |
| Chihwaseon                  | 취화선 Chihwaseon                            | Im Kwon-taek               | Korea Południowa  |
| 10                          | ده Dah                                       | Abbas Kiarostami           | Iran              |
| Demonlover                  | Demonlover                                   | Olivier Assayas            | Francja           |
| Syn                         | Le fils                                      | Jean-Pierre i Luc Dardenne | Belgia            |
| Nieodwracalne               | Irréversible                                 | Gaspar Noé                 | Francja           |
| Droga ku wolności           | קדמה Kedma                                   | Amos Gitaj                 | Izrael            |
| Marie-Jo i jej dwie miłości | Marie-Jo et ses deux amours                  | Robert Guédiguian          | Francja           |
| Człowiek bez przeszłości    | Mies vailla menneisyyttä                     | Aki Kaurismäki             | Finlandia         |
| Czas religii                | L’ora di religione (Il sorriso di mia madre) | Marco Bellocchio           | Włochy            |
| Pianista                    | The Pianist                                  | Roman Polański             | Polska            |
| Reguła niepewności          | O Princípio da Incerteza                     | Manoel de Oliveira         | Portugalia        |
| Lewy sercowy                | Punch-Drunk Love                             | Paul Thomas Anderson       | Stany Zjednoczone |
| Nieznane rozkosze           | 任逍遥 Ren xiao yao                          | Jia Zhangke                | Chiny             |
| Rosyjska arka               | Русский ковчег Russkij kowczieg              | Aleksandr Sokurow          | Rosja             |
| Pająk                       | Spider                                       | David Cronenberg           | Kanada            |
| Słodka szesnastka           | Sweet Sixteen                                | Ken Loach                  | Wielka Brytania   |
| Boska interwencja           | يد إلهية Yadon ilaheyya                      | Elia Suleiman              | Palestyna         |

### Pokazy pozakonkursowe
Następujące filmy zostały wyświetlone na festiwalu w ramach pokazów pozakonkursowych:
| Tytuł polski                                 | Tytuł oryginalny                             | Reżyseria                       | Kraj produkcji    |
| -------------------------------------------- | -------------------------------------------- | ------------------------------- | ----------------- |
| 16 grudnia                                   | 16 December                                  | Mani Shankar                    | Indie             |
| Piano Bar                                    | And Now... Ladies and Gentlemen...           | Claude Lelouch                  | Francja           |
| Ararat                                       | Ararat                                       | Atom Egoyan                     | Kanada            |
| Carlo Giuliani, chłopak                      | Carlo Giuliani, ragazzo                      | Francesca Comencini             | Włochy            |
| Miasto Boga                                  | Cidade de Deus                               | Fernando Meirelles              | Brazylia          |
| Z drugiej strony                             | De l’autre côté                              | Chantal Akerman                 | Belgia            |
| Ostatni list                                 | La dernière lettre                           | Frederick Wiseman               | Francja           |
| Devdas                                       | देवदास Devdas                                  | Sanjay Leela Bhansali           | Indie             |
| Być i mieć                                   | Être et avoir                                | Nicolas Philibert               | Francja           |
| Femme Fatale                                 | Femme Fatale                                 | Brian De Palma                  | Stany Zjednoczone |
| Histoires de festival (film krótkometrażowy) | Histoires de festival                        | Gilles Jacob                    | Francja           |
| Koniec z Hollywood                           | Hollywood Ending                             | Woody Allen                     | Stany Zjednoczone |
| Kobiety w lustrze                            | 鏡の女たち Kagami no onnatachi               | Yoshishige Yoshida              | Japonia           |
| To rola dla niego                            | The Kid Stays in the Picture                 | Nanette Burstein i Brett Morgen | Stany Zjednoczone |
| Śmiertelna wyliczanka                        | Murder by Numbers                            | Barbet Schroeder                | Stany Zjednoczone |
| W poszukiwaniu Debry Winger                  | Searching for Debra Winger                   | Rosanna Arquette                | Stany Zjednoczone |
| Mustang z Dzikiej Doliny                     | Spirit: Stallion of the Cimarron             | Kelly Asbury i Lorna Cook       | Stany Zjednoczone |
| Gwiezdne wojny: część II – Atak klonów       | Star Wars: Episode II – Attack of the Clones | George Lucas                    | Stany Zjednoczone |

### Sekcja „Un Certain Regard”
Następujące filmy zostały wyświetlone na festiwalu w ramach sekcji „Un Certain Regard”:
| Tytuł polski             | Tytuł oryginalny                           | Reżyseria                                                                                      | Kraj produkcji    |
| ------------------------ | ------------------------------------------ | ---------------------------------------------------------------------------------------------- | ----------------- |
| 17 razy Cecile Cassard   | 17 fois Cécile Cassard                     | Christophe Honoré                                                                              | Francja           |
| Bemani                   | بمانی Bemani                               | Dariush Mehrjui                                                                                | Iran              |
| Rekrut                   | El bonaerense                              | Pablo Trapero                                                                                  | Argentyna         |
| Rzeźnie                  | Carnages                                   | Delphine Gleize                                                                                | Francja           |
| Dwugłowa kotka           | La chatte à deux têtes                     | Jacques Nolot                                                                                  | Francja           |
| Anioł na prawym ramieniu | Фариштаи китфи рост Fararishtay kifti rost | Dżamszed Usmonow                                                                               | Tadżykistan       |
| Porzucony w Iraku        | گم‌گشتگی در عراق Gomgashtei dar Aragh       | Bahman Ghobadi                                                                                 | Iran              |
| Czekając na szczęście    | Heremakono                                 | Abderrahmane Sissako                                                                           | Mauretania        |
| Wyznanie                 | Itiraf                                     | Zeki Demirkubuz                                                                                | Turcja            |
| Łzy pani Wang            | 哭泣的女人 Ku qi de nü ren                 | Liu Bingjian                                                                                   | Chiny             |
| Madame Satã              | Madame Satã                                | Karim Aïnouz                                                                                   | Brazylia          |
| Cząstka nieba            | Une part du ciel                           | Bénédicte Liénard                                                                              | Belgia            |
| Rachida                  | رشيدة Rachida                              | Yamina Bachir                                                                                  | Algieria          |
| Raising Victor Vargas    | Raising Victor Vargas                      | Peter Sollett                                                                                  | Stany Zjednoczone |
| Podwójna wizja           | 雙瞳 Shuang tong                           | Chen Kuo-fu                                                                                    | Tajwan            |
| Skrajne żądze            | สุดเสน่หา Sud sanaeha                        | Apichatpong Weerasethakul                                                                      | Tajlandia         |
| Kuzyni                   | صندوق الدنيا Sunduq al-dunyâ               | Ossama Mohammed                                                                                | Syria             |
| 10 minut później: Trąbka | Ten Minutes Older: The Trumpet             | Víctor Erice, Werner Herzog, Jim Jarmusch, Chen Kaige, Aki Kaurismäki, Spike Lee i Wim Wenders | Wielka Brytania   |
| Terra incognita          | Terra incognita                            | Ghassan Salhab                                                                                 | Liban             |
| Jutro w La Scala         | Tomorrow La Scala!                         | Francesca Joseph                                                                               | Wielka Brytania   |
| Balzac i mała Chinka     | 巴尔扎克与小裁缝 Xiao cai feng             | Dai Sijie                                                                                      | Chiny             |
| Fatum                    | Yazgi                                      | Zeki Demirkubuz                                                                                | Turcja            |

## Laureaci nagród

### Konkurs główny
Złota Palma

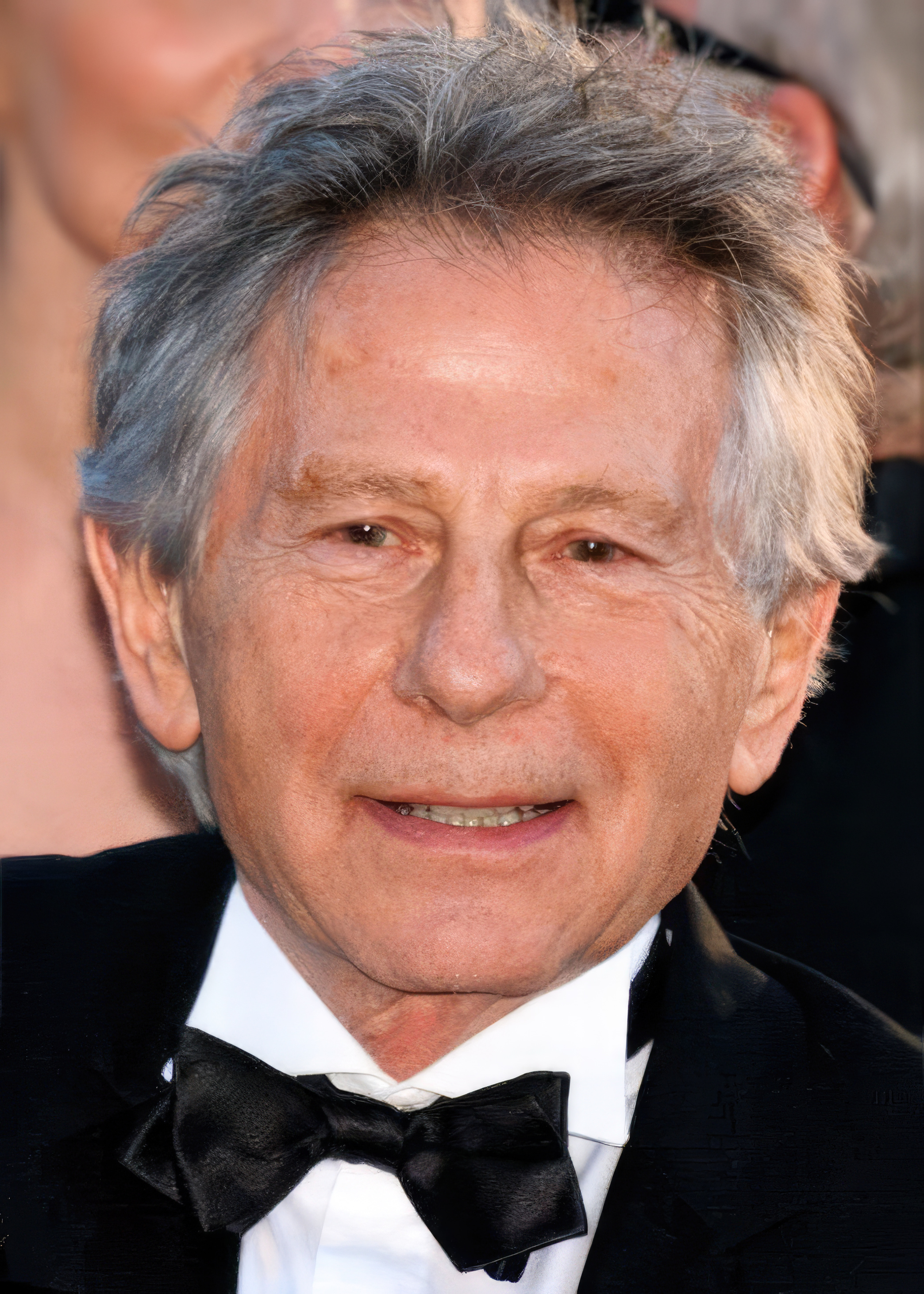
Laureat Złotej Palmy Roman Polański

- Pianista, reż. Roman Polański

Grand Prix
- Człowiek bez przeszłości, reż. Aki Kaurismäki

Nagroda Jury
- Boska interwencja, reż. Elia Suleiman

Najlepsza reżyseria
- Paul Thomas Anderson – Lewy sercowy
- Im Kwon-taek – Chihwaseon

Najlepsza aktorka
- Kati Outinen – Człowiek bez przeszłości

Najlepszy aktor
- Olivier Gourmet – Syn

Najlepszy scenariusz
- Paul Laverty – Słodka szesnastka

Nagroda Specjalna z okazji 55-lecia festiwalu
- Zabawy z bronią, reż. Michael Moore

### Konkurs filmów krótkometrażowych
Złota Palma dla najlepszego filmu krótkometrażowego
- Po deszczu, reż. Péter Mészáros

Nagroda Jury dla najlepszego filmu krótkometrażowego
- The Stone of Folly, reż. Jesse Rosensweet
- A Very Very Silent Film, reż. Manish Jha

Nagroda Cinéfondation dla najlepszej etiudy studenckiej
- I miejsce:  Um Sol Alaranjado, reż. Eduardo Valente
- II miejsce:  Seule maman a les yeux bleus, reż. Eric Forestier
- III miejsce:  She'elot Shel Po'el Met, reż. Aya Somech

Nagroda Kodaka dla najlepszego filmu krótkometrażowego
- Herbatka dla dwojga, reż. Salvador Aguirre i Alejandro Lubezki

### Wybrane pozostałe nagrody

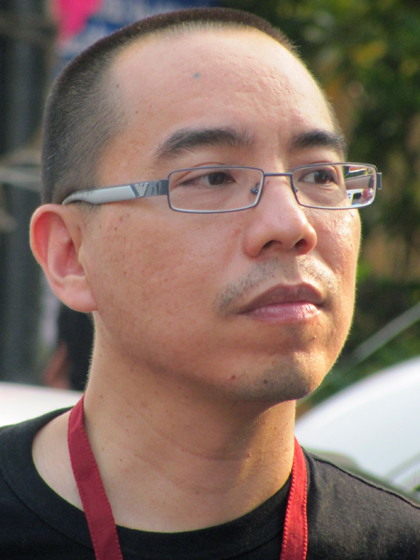
Zwycięzca sekcji „Un Certain Regard” Apichatpong Weerasethakul

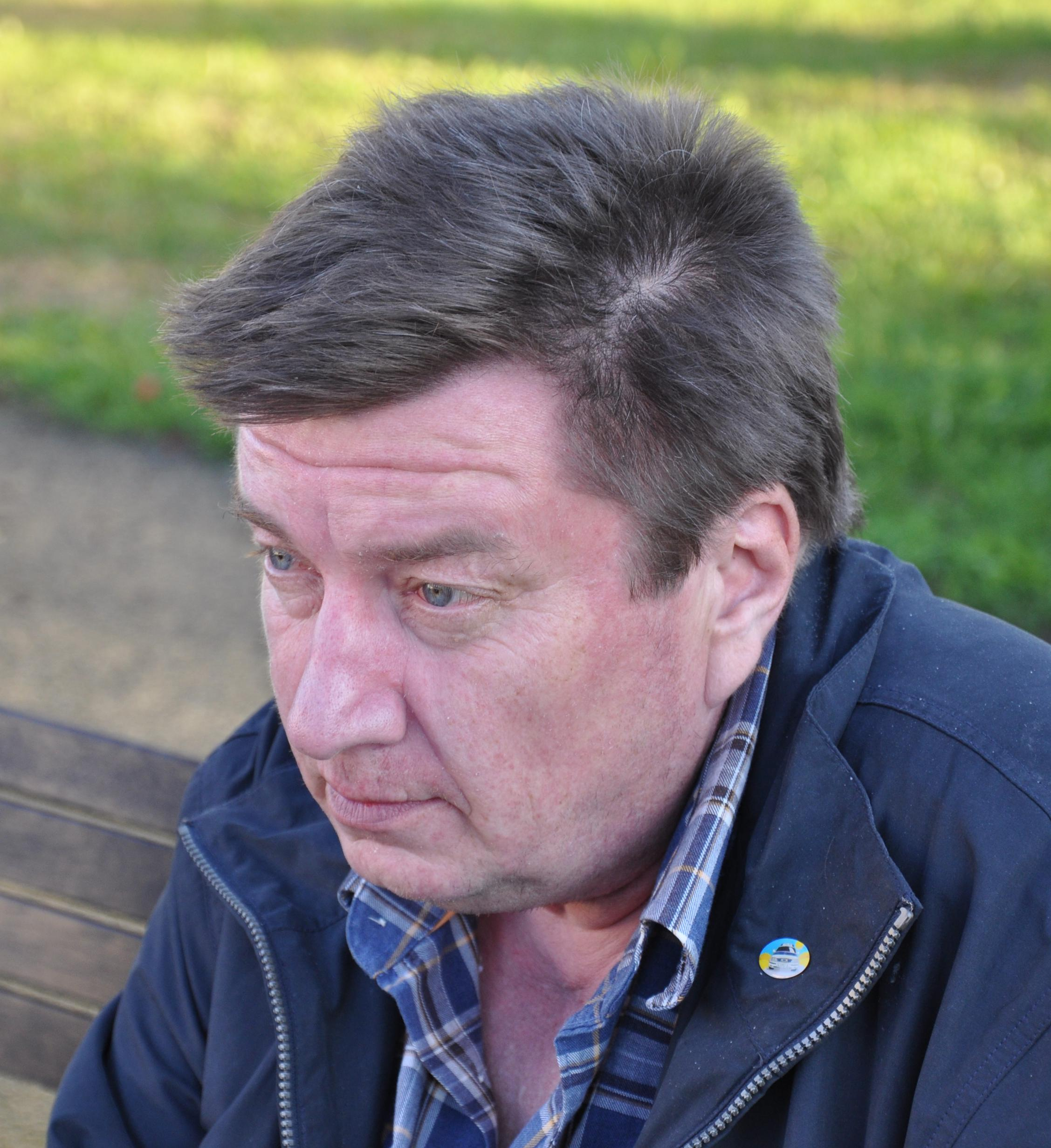
Wielokrotnie nagrodzony reżyser Aki Kaurismäki

Nagroda Główna w sekcji "Un Certain Regard"
- Skrajne żądze, reż. Apichatpong Weerasethakul

Złota Kamera za najlepszy debiut reżyserski
- Nad brzegiem morza, reż. Julie Lopes-Curval
  - Wyróżnienie Specjalne:  Japón, reż. Carlos Reygadas

Nagroda Główna w sekcji „Międzynarodowy Tydzień Krytyki”
- Respiro, reż. Emanuele Crialese

Nagroda Główna w sekcji „Quinzaine des Réalisateurs” – CICAE Award
- Morvern Callar, reż. Lynne Ramsay

Nagroda FIPRESCI
- Konkurs główny:  Boska interwencja, reż. Elia Suleiman
- Sekcja „Un Certain Regard”:  Czekając na szczęście, reż. Abderrahmane Sissako
- Sekcja "Quinzaine des Réalisateurs":  Gliniany ptak, reż. Tareque Masud

Nagroda Jury Ekumenicznego
- Człowiek bez przeszłości, reż. Aki Kaurismäki
  - Wyróżnienie:  Czas religii, reż. Marco Bellocchio /  Syn, reż. Jean-Pierre i Luc Dardenne

Nagroda Młodych
- Najlepszy film zagraniczny:  Morvern Callar, reż. Lynne Ramsay
- Najlepszy film francuski:  Rzeźnie, reż. Delphine Gleize

Nagroda im. François Chalais dla filmu propagującego znaczenie dziennikarstwa
- Porzucony w Iraku, reż. Bahman Ghobadi

Nagroda Palm Dog dla najlepszego psiego występu na festiwalu
- Człowiek bez przeszłości, reż. Aki Kaurismäki

Honorowa Złota Palma za całokształt twórczości
- Woody Allen